# 1983年の映画
1983年の映画（1983ねんのえいが）では、1983年（昭和58年）の映画分野の動向についてまとめる。
1982年の映画 - 1983年の映画 - 1984年の映画

## 出来事

### 世界
- 米国、『スター・ウォーズ ジェダイの復讐』（リチャード・マーカンド監督）が1億6600万ドルで[注 1]配収1位、2位は『トッツィー』（1982年12月公開、シドニー・ポラック監督）の9500万ドル[注 2]、『スーパーマンIII/電子の要塞』（リチャード・レスター監督）は3700万ドルで[注 3]5位に終った[2]。 スター・ウォーズシリーズはシリーズ3作、全て1位[2]。
- 1月24日 -米国、ジョージ・キューカー監督死去[3][4]。
- 1月27日 - フランス、喜劇俳優ルイ・ド・フュネス死去[3][5]
- 3月14日 - フランス、俳優モーリス・ロネ死去[3][6]。
- 4月4日 - 米国、女優グロリア・スワンソン死去[3][7]。
- 4月11日 -『ガンジー』（リチャード・アッテンボロー監督）が第55回アカデミー賞作品賞を受賞[8]、第54回の『炎のランナー』（ヒュー・ハドソン監督）に続き[9]、イギリス映画の連続受賞[2]。
- 4月25日 - 東映京都撮影所が製作に協力した『ゴースト・イン・京都（英語版）』、第10回サターン賞（英語版）外国語映画賞などにノミネート[10][11][注 4]。
- 5月18日 - 第36回カンヌ映画祭で東映『楢山節考』（今村昌平監督）がグランプリ(最高賞)受賞[12][注 5]。『戦場のメリークリスマス』敗れる[2]。
- 7月7日 - 『まんが イソップ物語』（演出:ひこねのりお）、第13回モスクワ国際映画祭でピオニール賞受賞[13]。
- 7月21日 - 第13回モスクワ映画祭、『ふるさと』(神山征二郎監督)で加藤嘉が日本人初の主演男優賞受賞[12]。
- 7月29日
  - 英国、俳優デヴィッド・ニーヴン死去[3][14]。
  - スペイン出身のルイス・ブニュエル監督死去[3][15]。
- 8月28日 - 第7回モントリオール映画祭、『未完の対局』（佐藤純彌・段吉順監督）がグランプリ受賞[12]。田中裕子が『天城越え』（三村晴彦監督）で主演女優賞受賞[12]。
- 8月30日 - 『陽暉楼』（五社英雄監督）、米国ニューヨークで試写会を開催し、大盛況（31日まで）[16]。
- 10月19日 - ポルトガルで第1回映画監督国際会議[12]。
- 11月19日 - 台北で開催された第28回アジア太平洋映画祭で『細雪』（市川崑監督）がグランプリ (作品賞)、監督賞、美術賞(村木忍)を受賞[17][矛盾 ⇔ アジア太平洋映画祭]。
- 12月5日 - 米国、ロバート・アルドリッチ監督死去[3][18]。

### 日本
- フジサンケイグループの『南極物語』（蔵原惟繕監督）、貸ビル業丸源の『地平線』（新藤兼人監督）など映画産業以外の企業の映画界への進出が活発[3]。
- 邦画各社のビデオ部門が利益を生み出すようになり、本格的なビデオ時代到来[3]。
- 1月
  - 東宝、昭和57年度映画営業部門の年間配収が3年連続で年間100億円の大台をクリア[12]。
  - 1月6日 -   CIC配給『E.T.』（スティーヴン・スピルバーグ監督）が配収51億5600万円を超え、同監督作『ジョーズ』の持つ日本国内配収記録を更新[19]。
- 2月
  - 2月28日 - 松竹『男はつらいよ』（山田洋次監督）シリーズが世界最長シリーズ、主演の渥美清が最長シリーズ俳優としてギネスブックに認定[12]。
- 3月
  - 3月1日 - UA日本支社業務停止[12]。
  - 3月19日 - 東映動画、ウエスト・ケープ・コーポレーションと提携製作した長編動画『宇宙戦艦ヤマト 完結編』（監督：西崎義展ほか）公開、ヒット[13]。
  - 3月24日 - 第1回川喜多賞をドナルド・リチーが受賞[12]。
  - 3月27日 - 英女優オードリー・ヘプバーン初来日[12]。
  - 3月31日
    - 片岡千恵蔵（俳優、東映取締役、79歳）死去[16]。4月15日、東映京都撮影所第1ステージで社葬を実施[16]。
    - 消防庁が劇場、デパート、ホテルなどの防火設備の「適マーク通知」制度を決定[12]。
- 4月
  - 日本ビデオ協会、ビデオソフトの個人向けレンタルシステム運用開始[12]。
  - 日本ビクター、VHDディスクプレーヤーとソフト200タイトル発売[12]。
  - 4月1日
    - 大映映画が大映に改称し新発足、映連に加盟[12]。
    - 富士映画が松竹富士に改称[12]。

  - 4月15日 - 千葉県浦安市にウォルト・ディズニー・プロダクション制作、オリエンタルランド運営の東京ディズニーランドが開園。
  - 4月23日 - 第5回アニメグランプリ（徳間書店の雑誌『アニメージュ』主催）で歴代ベストワン作品に『ルパン三世 カリオストロの城』（宮崎駿監督）が選出[12]。
  - 4月27日 - 東映と西友が提携した総合ショッピングセンター「プラッツ大泉」が、東映東京撮影所オープンセット跡地にオープン[12]。
  - 4月29日 - 『楢山節考』（今村昌平監督）、全国東映系で封切、ヒット[16]。
- 5月
  - 5月4日 - 寺山修司（歌人、劇作家、映画監督）死去[2][20]。
  - 5月14日 - 東映ユニバースフィルム、スポーツ・ドキュメンタリー映画『迷プレ・珍プレ大百科!!アメリカン・ブルーパーズ』、丸の内東映パラス他5館で公開[16]。
  - 5月20日 - ホテルオークラ東京で東映配給、トップクラフト制作の長編アニメーション映画・『風の谷のナウシカ』の製作発表会が開かれ、宮崎駿（原作、脚本、監督）、高畑勲（プロデューサー）、徳間康快（徳間書店代表取締役社長）、近藤道生（博報堂代表取締役社長）が出席[21]。
  - 5月27日 - 東映芸能ビデオ、東映ビデオと商号変更[22]。
- 6月
  - 6月1日 - 全興連が主導する「映画ファン感謝デー」、入場者数が前日の約3倍[12]。
  - 6月19日 - 東宝、近藤真彦主演『嵐を呼ぶ男』の特別前売券を全国230館で発売、発売初日だけで15万枚の販売は売出し初日新記録[12]。
  - 6月24日 - 東宝、映画『積木くずし』（斎藤光正監督）の主演を渡辺典子に変更して製作することが決定[12]。
- 7月
  - 7月16日 - 角川映画『探偵物語』（根岸吉太郎監督） / 『時をかける少女』（大林宣彦監督）、東映洋画系で封切、ヒット[16]。
  - 7月23日 - 日本ヘラルド/東宝『南極物語』（蔵原惟繕監督）が日比谷映画劇場ほか全国166館で公開され大ヒット[12]。
- 8月
  - 8月6日
    - 『伊賀野カバ丸』（鈴木則文監督） / 『カンニング・モンキー 天中拳』（ジャッキー・チェン主演）封切、中高生を中心に人気[16]。
    - 東京・名画座ミラノで『復活フェスティバル ゴジラ1983』開催[12]。

  - 8月11日 - 山本薩夫監督死去[2][23]。
  - 8月21日 - 『南極物語』（蔵原惟繕監督）が公開から30日で配収30億円を突破、『影武者』（1980年公開）の持つ日本映画の配収記録(27億円)を破り新記録樹立[12]。翌22日、日本映画配収記録突破記念パーティーを開催[12]。
- 9月
  - にっかつ、創立70周年記念作品『暗室』（浦山桐郎監督）公開[24]。
  - 第1回「東宝シンデレラ・スカウト」で新人女優の募集を開始する[17]。
  - 9月10日 -  『陽暉楼』（五社英雄監督）封切、期待どおり女性客を動員しヒット[16]。
  - 9月24日 - 東京・新宿コマ・スタジアムで換気用ダクトの一部を焼く火事[12]。
- 10月
  - 10月5日 - 『スター・ウォーズ』（1978年日本公開、ジョージ・ルーカス監督）、日本テレビで初放送され、32.4%という高視聴率[22]。
  - 10月12日 - 大阪・なんば東宝閉館[17]。
  - 10月15日 - 大阪・旧南街劇場を2分割し、南街劇場、南街東宝の南街会館2劇場が新装オープン[17]。
  - 10月22日 - 京都映画のオープンセット全焼[12]。
  - 10月28日 - 『南極物語』（蔵原惟繕監督）が日本映画の配収記録を更新してファーストラン終了[17]。 動員762万人、配収52億5000万円[17]。
  - 10月29日 -  東映セントラルフィルム、金子正次第1回主演作品『竜二』（川島透監督）を東京・新宿東映ホール2で公開、ヒット[16]。上映中の11月6日、金子正次急死[16][注 6]。
- 11月
  - 11月16日 - 全興連理事会で高歩率配給料金対策を協議する[12]。
- 12月
  - 12月10日
    - 角川映画『里見八犬伝』（深作欣二監督）、正月第1弾として東映洋画系で封切、ヒット[16]。
    - 東宝事業部、『東宝特撮映画全史』を発行[17]。

  - 12月15日 - 映連理事会で海賊版ビデオ防止を協議する[12]。
  - 12月23日 - 東映ユニバースフィルム、『カルメン（英語版）』（カルロス・サウラ監督）[25]ロードショー公開、ヒット[16]。昭和58年度（第38回）芸術祭優秀賞[26][27]、優秀外国映画輸入配給特別賞受賞[27]。
  - 12月26日 - (仮題)『ゴジラの復活』製作発表[17]。

## 周年
- 創立60周年
  - ウォルト・ディズニー・プロダクション

## 日本の映画興行
- 入場料金（大人） 
  - 1,500円[28]
  - 映画館・映画別
    - 1,500円（松竹、正月映画『男はつらいよ 花も嵐も寅次郎』）[29]
    - 1,500円（松竹、8月公開『男はつらいよ 旅と女と寅次郎』）[30]

  - 1,476円（統計局『小売物価統計調査（動向編） 調査結果』[31] 銘柄符号 9341「映画観覧料」）[32]
- 入場者数 1億7043万人[33] - 『E.T.』94億円、『南極物語』56億円の大ヒットで、ともに洋画、邦画の配給収入新記録達成[2]。それに伴い映画人口も1億7000万人台を回復[2]。
- 興行収入 1863億円[33]
- 家庭用ビデオテープレコーダ(VTR)の普及率 11.8% (内閣府「消費動向調査」)[34]

| 配給会社 | 配給本数 | 配給本数 | 配給本数 | 年間配給収入  | 概要 |
| 配給会社 | 新作     | 再映     | 洋画     | 前年対比      | 概要 |
| -------- | -------- | -------- | -------- | ------------- | --- |
| 松竹     | 19       | 19       | 19       | 62億0613万円  | 正月の『男はつらいよ 花も嵐も寅次郎』（15.5億円）はシリーズ最高〔の配給収入〕だったが、夏の『男はつらいよ 旅と女と寅次郎』（10.2億円）は伸び悩み。アンコール上映の角川映画『蒲田行進曲』は、松竹製作の『時代屋の女房』との2本立てで配給収入9億円を稼いだ。『この子を残して』（4.3億円）や『迷走地図』（4.8億円）は伸びず、『きつね』や『海嶺』は極端な不振。 |
| 松竹     | 15       | 4        | 0        | 88.0%         | 正月の『男はつらいよ 花も嵐も寅次郎』（15.5億円）はシリーズ最高〔の配給収入〕だったが、夏の『男はつらいよ 旅と女と寅次郎』（10.2億円）は伸び悩み。アンコール上映の角川映画『蒲田行進曲』は、松竹製作の『時代屋の女房』との2本立てで配給収入9億円を稼いだ。『この子を残して』（4.3億円）や『迷走地図』（4.8億円）は伸びず、『きつね』や『海嶺』は極端な不振。 |
| 東宝     | 29       | 29       | 29       | 83億4119万円  | 4年連続年間配給収入100億円突破は成らなかった。『影武者』の持つ日本映画配収記録（27億円）を大幅に更新した『南極物語』（59億円）は、共同配給の日本ヘラルド映画に計上されている。近藤真彦の『嵐を呼ぶ男』（8.5億円）が大きく期待を裏切ったのに対し、『プルメリアの伝説 天国のキッス』/『刑事物語2 りんごの詩』（12億円）は好稼動。『ウィーン物語 ジェミニ・YとS』など（11億円）と『ドラえもん のび太の海底鬼岩城』など（10億円）の2番組も配給収入10億円の大台を突破した。『細雪』（9.5億円）は健闘、『居酒屋兆治』は安定した成績。 東宝東和配給の『プロ野球を10倍楽しく見る方法』（10.8億円）、角川映画『幻魔大戦』（10.6億円）も大台を突破した。 |
| 東宝     | 23       | 1        | 5        | 83.1%         | 4年連続年間配給収入100億円突破は成らなかった。『影武者』の持つ日本映画配収記録（27億円）を大幅に更新した『南極物語』（59億円）は、共同配給の日本ヘラルド映画に計上されている。近藤真彦の『嵐を呼ぶ男』（8.5億円）が大きく期待を裏切ったのに対し、『プルメリアの伝説 天国のキッス』/『刑事物語2 りんごの詩』（12億円）は好稼動。『ウィーン物語 ジェミニ・YとS』など（11億円）と『ドラえもん のび太の海底鬼岩城』など（10億円）の2番組も配給収入10億円の大台を突破した。『細雪』（9.5億円）は健闘、『居酒屋兆治』は安定した成績。 東宝東和配給の『プロ野球を10倍楽しく見る方法』（10.8億円）、角川映画『幻魔大戦』（10.6億円）も大台を突破した。 |
| 東映     | 29       | 29       | 29       | 127億1428万円 | 2年連続で年間配給収入100億円を突破した。角川映画『探偵物語』/『時をかける少女』（28億円）も『影武者』の持つ日本映画配収記録（27億円）を更新している。角川映画『汚れた英雄』/『伊賀忍法帖』（16億円）、カンヌ国際映画祭でパルム・ドールを受賞した『楢山節考』（10.5億円）、『伊賀野カバ丸』/『カンニング・モンキー 天中拳』（10.4億円）、『宇宙戦艦ヤマト 完結編』（10.1億円）の4番組も配給収入10億円の大台をクリアした。『陽暉楼』（8.5億円）は、同じ宮尾登美子原作の『鬼龍院花子の生涯』（11億円）には及ばないものの堅実な稼動。ヌードの話題先行の『白蛇抄』は成果を挙げず、『日本海大海戦 海ゆかば』は期待を裏切る結果に終わった。           |
| 東映     | 23       | 1        | 5        | 115.5%        | 2年連続で年間配給収入100億円を突破した。角川映画『探偵物語』/『時をかける少女』（28億円）も『影武者』の持つ日本映画配収記録（27億円）を更新している。角川映画『汚れた英雄』/『伊賀忍法帖』（16億円）、カンヌ国際映画祭でパルム・ドールを受賞した『楢山節考』（10.5億円）、『伊賀野カバ丸』/『カンニング・モンキー 天中拳』（10.4億円）、『宇宙戦艦ヤマト 完結編』（10.1億円）の4番組も配給収入10億円の大台をクリアした。『陽暉楼』（8.5億円）は、同じ宮尾登美子原作の『鬼龍院花子の生涯』（11億円）には及ばないものの堅実な稼動。ヌードの話題先行の『白蛇抄』は成果を挙げず、『日本海大海戦 海ゆかば』は期待を裏切る結果に終わった。           |
| にっかつ | 55       | 55       | 55       | 33億8008万円  | アダルトビデオソフトの隆盛を前に12年目の日活ロマンポルノは苦戦。美保純のような人気女優が現れなかったのも一因。文芸ポルノ『ダブルベッド』、演歌ポルノ『ブルーレイン大阪』・『3年目の浮気』などの新しい試みは不発。従来、3本立てのうち1本は他社製作映画を利用していたが、3本全てを自社製作映画に変更。 |
| にっかつ | 55       | 0        | 0        | 86.5%         | アダルトビデオソフトの隆盛を前に12年目の日活ロマンポルノは苦戦。美保純のような人気女優が現れなかったのも一因。文芸ポルノ『ダブルベッド』、演歌ポルノ『ブルーレイン大阪』・『3年目の浮気』などの新しい試みは不発。従来、3本立てのうち1本は他社製作映画を利用していたが、3本全てを自社製作映画に変更。 |

出典:「1983年度日本映画・外国映画業界総決算 日本映画」『キネマ旬報』1984年（昭和59年）2月下旬号、キネマ旬報社、1984年、110 - 116頁。

## 各国ランキング

### 日本配給収入ランキング
| 順位 | 題名                                                    | 製作国                            | 配給                  | 配給収入 |
| ---- | ------------------------------------------------------- | --------------------------------- | --------------------- | -------- |
| 1    | E.T.                                                    | アメリカ合衆国の旗                | ユニバーサル映画/CIC  | 96.2億円 |
| 2    | 南極物語                                                | 日本の旗                          | 日本ヘラルド映画=東宝 | 59.0億円 |
| 3    | スター・ウォーズ ジェダイの復讐                         | アメリカ合衆国の旗                | 20世紀FOX             | 37.2億円 |
| 4    | フラッシュダンス                                        | アメリカ合衆国の旗                | パラマウント映画/CIC  | 34.0億円 |
| 5    | 探偵物語 時をかける少女                                 | 日本の旗                          | 東映                  | 28.0億円 |
| 6    | 007/オクトパシー                                        | イギリスの旗 · アメリカ合衆国の旗 | MGM=UA=CIC            | 19.2億円 |
| 7    | 汚れた英雄 伊賀忍法帖                                   | 日本の旗                          | 東映                  | 16.0億円 |
| 8    | 男はつらいよ 花も嵐も寅次郎 次郎長青春篇 つっぱり清水港 | 日本の旗                          | 松竹                  | 15.5億円 |
| 9    | プルメリアの伝説 天国のキッス 刑事物語2 りんごの詩      | 日本の旗                          | 東宝                  | 12.0億円 |
| 9    | ランボー                                                | アメリカ合衆国の旗                | 東宝東和              | 12.0億円 |

出典:1983年配給収入10億円以上番組 - 日本映画製作者連盟

### 北米興行収入ランキング
| 順位 | 題名                            | スタジオ             | 興行収入     |
| ---- | ------------------------------- | -------------------- | ------------ |
| 1.   | スター・ウォーズ ジェダイの復讐 | 20世紀FOX            | $252,583,617 |
| 2.   | 愛と追憶の日々                  | パラマウント         | $108,423,489 |
| 3.   | フラッシュダンス                | パラマウント         | $92,921,203  |
| 4.   | 大逆転                          | パラマウント         | $90,404,800  |
| 5.   | ウォー・ゲーム                  | MGM                  | $79,567,667  |
| 6.   | 007/オクトパシー                | MGM                  | $67,893,619  |
| 7.   | ダーティハリー4                 | ワーナー・ブラザース | $67,642,693  |
| 8.   | ステイン・アライブ              | パラマウント         | $64,892,670  |
| 9.   | ミスター・マム                  | 20世紀FOX            | $64,783,827  |
| 10.  | 卒業白書                        | ワーナー・ブラザース | $63,541,777  |

出典: “1983 Domestic Yearly Box Office Results”.  Box Office Mojo. 2015年12月23日閲覧。

## 日本公開映画
1983年の日本公開映画を参照。

## 受賞
- 第56回アカデミー賞
  - 作品賞 - 『愛と追憶の日々』
  - 監督賞 - ジェームズ・L・ブルックス（愛と追憶の日々）
  - 主演男優賞 - ロバート・デュヴァル（テンダー・マーシー）
  - 主演女優賞 - シャーリー・マクレーン（愛と追憶の日々）

- 第41回ゴールデングローブ賞
  - 作品賞 (ドラマ部門) - 『愛と追憶の日々』
  - 主演女優賞 (ドラマ部門) - シャーリー・マクレーン（愛と追憶の日々）
  - 主演男優賞 (ドラマ部門) - トム・コートニー（ドレッサー）、ロバート・デュヴァル（テンダー・マーシー）
  - 作品賞 (ミュージカル・コメディ部門) - 『愛のイエントル』
  - 主演女優賞 (ミュージカル・コメディ部門) - ジュリー・ウォルターズ（Educating Rita）
  - 主演男優賞 (ミュージカル・コメディ部門) - マイケル・ケイン（Educating Rita）
  - 監督賞 - バーブラ・ストライサンド（愛のイエントル）

- 第49回ニューヨーク映画批評家協会賞 - 『愛と追憶の日々』

- 第36回カンヌ国際映画祭
  - パルム・ドール - 『楢山節考』（今村昌平）
  - 監督賞 - ロベール・ブレッソン（ラルジャン）、アンドレイ・タルコフスキー（ノスタルジア）
  - 男優賞 - ジャン・マリア・ヴォロンテ（LA MORT DE MARIO RICCI）
  - 女優賞 - ハンナ・シグラ（ピエラ・愛の遍歴）

- 第40回ヴェネツィア国際映画祭
  - 金獅子賞 - 『カルメンという名の女』（ジャン＝リュック・ゴダール）

- 第33回ベルリン国際映画祭
  - 金熊賞 - 『Ascendancy』 (エドワード・ベネット、イギリス)、『The Beehive』（マリオ・カムス、スペイン）

- 第7回日本アカデミー賞
  - 最優秀作品賞 - 『楢山節考』（今村昌平）
  - 最優秀主演男優賞 - 緒形拳（『楢山節考』『陽暉楼』『魚影の群れ』）
  - 最優秀主演女優賞 - 小柳ルミ子（『白蛇抄』）

- 第26回ブルーリボン賞
  - 作品賞 - 『東京裁判』
  - 主演男優賞 - 緒形拳（『楢山節考』『陽暉楼』『魚影の群れ』『OKINAWAN BOYS オキナワの少年』）
  - 主演女優賞 - 田中裕子（『天城越え』）
  - 監督賞 - 森田芳光（『家族ゲーム』）

- 第57回キネマ旬報ベスト・テン
  - 外国映画第1位 - 『ソフィーの選択』
  - 日本映画第1位 -  『家族ゲーム』

- 第38回毎日映画コンクール
  - 日本映画大賞 - 『戦場のメリークリスマス』

- 第38回文化庁芸術祭大賞
  - 映画部門（日本劇映画） - 受賞作なし[注 9]
  - 映画部門（日本記録映画・動画） - 『鬼すべ』
  - 映画部門（外国映画） - 『ソフィーの選択』[39][40]

## 誕生
- 1月14日 - 上原多香子、日本の女優
- 3月29日 - 鈴木亮平、日本の俳優
- 5月9日 - 松田龍平、日本の俳優
- 6月7日 - 浅見れいな、日本の女優
- 6月8日 - 宮野真守、日本の声優
- 6月17日 - 風間俊介、日本の俳優
- 7月24日 - 水川あさみ、日本の女優
- 10月4日 - 前田愛、日本の女優
- 10月20日 - 山田孝之、日本の俳優
- 11月25日 - 伊藤淳史、日本の俳優
- 12月21日 - 上原美佐、日本の女優

## 死去
| 日付 | 日付 | 名前                     | 国籍                            | 年齢 | 職業                 |
| 1月  | 24日 | ジョージ・キューカー     | アメリカ合衆国の旗              | 83   | 映画監督             |
| 1月  | 27日 | ルイ・ド・フュネス       | フランスの旗                    | 68   | コメディアン         |
| 2月  | 18日 | 和田夏十                 | 日本の旗                        | 62   | 脚本家               |
| 2月  | 19日 | 森園忠                   | 日本の旗                        | 61   | 映画監督             |
| 2月  | 20日 | 河津清三郎               | 日本の旗                        | 74   | 俳優                 |
| 2月  | 25日 | テネシー・ウィリアムズ   | アメリカ合衆国の旗              | 71   | 劇作家               |
| 3月  | 14日 | モーリス・ロネ           | フランスの旗                    | 55   | 俳優                 |
| 3月  | 18日 | 渋谷天外                 | 日本の旗                        | 76   | 俳優・劇作家・演出家 |
| 3月  | 31日 | 片岡千恵蔵               | 日本の旗                        | 80   | 俳優                 |
| 4月  | 4日  | グロリア・スワンソン     | アメリカ合衆国の旗              | 84   | 女優                 |
| 4月  | 13日 | 中村鴈治郎               | 日本の旗                        | 81   | 俳優                 |
| 4月  | 22日 | ランベルト・マジョラーニ | イタリアの旗                    | 73   | 『自転車泥棒』主演   |
| 4月  | 23日 | バスター・クラブ         | アメリカ合衆国の旗              | 75   | 俳優                 |
| 5月  | 4日  | 寺山修司                 | 日本の旗                        | 47   | 作家・映画監督       |
| 6月  | 12日 | ノーマ・シアラー         | カナダの旗 · アメリカ合衆国の旗 | 80   | 女優                 |
| 6月  | 28日 | 沖雅也                   | 日本の旗                        | 31   | 俳優                 |
| 7月  | 29日 | デヴィッド・ニーヴン     | イギリスの旗                    | 73   | 俳優                 |
| 7月  | 29日 | レイモンド・マッセイ     | カナダの旗                      | 86   | 俳優                 |
| 7月  | 29日 | ルイス・ブニュエル       | スペインの旗                    | 83   | 映画監督             |
| 8月  | 3日  | キャロリン・ジョーンズ   | アメリカ合衆国の旗              | 53   | 女優                 |
| 8月  | 9日  | 市村俊幸                 | 日本の旗                        | 62   | 俳優                 |
| 8月  | 11日 | 山本薩夫                 | 日本の旗                        | 73   | 映画監督             |
| 10月 | 3日  | 花登筺                   | 日本の旗                        | 55   | 作家・脚本家         |
| 10月 | 10日 | ラルフ・リチャードソン   | イギリスの旗                    | 80   | 俳優                 |
| 10月 | 15日 | パット・オブライエン     | アメリカ合衆国の旗              | 83   | 俳優                 |
| 10月 | 24日 | かとう哲也               | 日本の旗                        | 42   | 俳優・ひばりプロ社長 |
| 11月 | 6日  | 金子正次                 | 日本の旗                        | 33   | 俳優                 |
| 11月 | 28日 | クリストファー・ジョージ | アメリカ合衆国の旗              | 52   | 俳優                 |
| 12月 | 5日  | ロバート・アルドリッチ   | アメリカ合衆国の旗              | 65   | 映画監督             |
| 12月 | 8日  | スリム・ピケンズ         | アメリカ合衆国の旗              | 64   | 俳優                 |
| 12月 | 28日 | ウィリアム・デマレスト   | アメリカ合衆国の旗              | 91   | 俳優                 |

主な出典:「1983年 映画物故人リスト」『キネマ旬報』1984年（昭和59年）2月下旬号、キネマ旬報社、1984年、210 - 211頁。